# Večernja zvona (1986.)
Večernja zvona, hrvatski dugometražni film iz 1986. godine.